# 家庭醫生筆記
家庭醫生筆記（英語：GPnotebook）是英國為家庭醫生（GP）所建的醫學資料庫。它是一本線上醫學百科全書，提供全球臨床醫師立即的參考資源。家庭醫生筆記資料庫內建有超過三萬篇資料頁面，線上資源由牛津劍橋有限公司提供。

## 外部連結
- 家庭醫生筆記網站（页面存档备份，存于）
- 二家創新線上企業提高了解及使用專業醫學資訊的機會（页面存档备份，存于），Medicalnewstoday.com